# Abdou Nef
Abdou Nef (en árabe: عبده نيف‎) (Bumerdés, 2 de abril de 1995-Ib., 5 de noviembre de 2013) fue un futbolista profesional argelino que jugaba en la posición de centrocampista.

## Biografía
Abdou Nef debutó a los 16 años de edad con el FC Porto B, club filial del FC Porto. Tras permanecer un año en el club, fue fichado por el Olympique Lyonnais II. Ya en 2013 fichó por el Paradou AC, equipo argelino. Tras unas conversaciones del club con el Olympique Lyonnais, se llegó a un acuerdo para cerrar el traspaso de Nef al club francés. Dicho acuerdo se vio truncado tras su muerte a los 18 años de edad tras sufrir un accidente de tráfico.

## Clubes
| Club                  | País     | Año         |
| --------------------- | -------- | ----------- |
| FC Porto B            | Portugal | 2011 - 2012 |
| Olympique Lyonnais II | Francia  | 2012 - 2013 |
| Paradou AC            | Argelia  | 2013        |